# Ivry-sur-Seine
Ivry-sur-Seine è un comune francese di 57 710 abitanti.

## Geografia
Ivry-sur-Seine è situata a circa 5 km a sud-est del centro di Parigi, lungo la riva sinistra della Senna.

## Storia
Fu menzionata per la prima volta come Ivriacum in una lettera del 936 del re Luigi IV di Francia.
A partire dagli anni venti del XX secolo Ivry-sur-Seine si è affermata come una roccaforte del Partito Comunista Francese, forza politica che ha espresso tutti i sindaci della città a partire dal 1925. Dal 1945 si sono succeduti solo quattro sindaci, tutti del partito: Georges Marrane, Jacques Laloë, Pierre Gosnat e Philippe Bouyssou, mentre Maurice Thorez, segretario generale del partito dal 1930 alla sua morte nel 1964, ne è stato il vice.

## Monumenti e luoghi d'interesse
- Chiesa dei SS Pietro e Paolo, del XIII secolo.

Nel territorio d'Ivry vi è il cimitero parigino omonimo ed il forte di Ivry, uno dei sedici forti distaccati della "cinta di Thiers" che proteggevano Parigi nella seconda metà del XIX secolo. Costruito dal 1841 al 1846 (durante il regno di Luigi Filippo), forma uno sperone tra le valli della Bièvre e della Senna; il forte appartiene al Ministero della Difesa ed ospita lo Stabilimento di Comunicazione e Produzione Audiovisiva della Difesa.
I fossati della fortezza ospitano circa 250 giardini coltivati, distribuiti su 7,5 ettari e sono gestiti da un'associazione; l'area in cui sono collocati è stata classificata come area naturale sensibile dal dipartimento della Val-de-Marne nel 1991.

## Società

### Evoluzione demografica
Abitanti censiti

## Cultura

### Istruzione
- ESME Sudria
- École supérieure d'informatique, électronique, automatique
- École des technologies numériques appliquées
- IONIS School of Technology and Management
- Institut Polytechnique des Sciences Avancées

## Infrastrutture e trasporti
La cittadina è servita da una propria stazione ferroviaria posta lungo la linea RER C.
Ivry-sur-Seine è servita anche dalle stazioni Pierre et Marie Curie e Mairie d'Ivry della linea 7 della metropolitana di Parigi.

## Amministrazione

### Gemellaggi
- Wear Valley, dal 1962
- Brandeburgo sulla Havel, dal 1968